# Agathia andamanensis
Agathia andamanensis är en fjärilsart som beskrevs av Louis Beethoven Prout 1932. Agathia andamanensis ingår i släktet Agathia och familjen mätare. Inga underarter finns listade i Catalogue of Life.